# Derek McGrath
Pour les articles homonymes, voir McGrath.
Pas d'image ? Cliquez ici

b Matchs officiels uniquement.
Dernière mise à jour le 13 février 2024.
 Derek George McGrath, est né le 3 mai 1960 à Dublin. C’est un ancien joueur de rugby à XV qui a évolué avec l'équipe d'Irlande au poste de troisième ligne aile.

## Biographie
Derek McGrath a disputé son premier test match, le 3 mars 1984 contre l'équipe d'Écosse. Son dernier test match fut contre l'équipe d'Australie, le 7 juin 1987, en quart de finale de la Coupe du monde 1987.
Il a disputé quatre matchs de la Coupe du monde 1987.
Chirurgien vétérinaire de métier, il devient par la suite directeur de l'European Rugby Cup (ERC) en 2000. Il occupe ce poste jusqu'en octobre 2014, date à laquelle l'ERC est remplacée par l'EPCR.

## Palmarès
- 5 sélections en équipe nationale
- Sélections par années : 1 en 1984, 4 en 1987
- Tournois des Cinq Nations disputés: 1984